# 许陶
许陶是奥地利萨尔茨堡州蓬高地区圣约翰县的一个市镇。总面积53.58平方公里，总人口1555人，人口密度29.0人/平方公里（2001年）。